# BethAnn Chamberlain
BethAnn Chamberlain (* 19. Mai 1982) ist eine US-amerikanische Biathletin.
BethAnn Chamberlain startet für das Maine Winter Sports Center, wo sie von James Upham trainiert wird. Die verheiratete Massage-Therapeutin lief 2000 ihre ersten internationalen Rennen. Bei den Junioren-Europameisterschaften des Jahres in Kościelisko lief sie auf den 16. Platz im Einzel, wurde 31. des Sprints, erreichte im Verfolgungsrennen nicht das Ziel und wurde mit der Staffel Sechste. Bestes Ergebnis bei der Junioren-Weltmeisterschaft in Hochfilzen war Platz 32 im Sprint. Zwei Jahre später lief Chamberlain in Ridnaun bei der Junioren-WM wieder alle drei Einzelrennen und erreichte dort drei Platzierungen von 45 bis 47. Zwischen 2005 und 2007 lief sie im Biathlon-Europacup. In Gurnigel lief sie in einem Sprint als Zehntplatzierte auf ihr bestes Ergebnis. Besonders erfolgreich ist Chamberlain auf nordamerikanischer Ebene. Allein in den Saisonen 2007/08 und 2008/08 lief sie zehnmal auf Podestplätze und gewann davon vier Rennen. 2008 belegte sie in der Gesamtwertung den dritten Rang, 2009 gewann sie die Rennserie.
Mehrfach nahm Chamberlain auch an Wettbewerben des Skilanglaufs teil. Zwischen 2006 und 2008 startete sie in mehreren Rennen des NorAm-Cups, der US Super Tour und bei nationalen Meisterschaften, erreichte aber keine herausragenden Platzierungen.